# نيها سينغ
نيها سينغ (بالإنجليزية: Neha Singh)‏ هي ناشِطة هندية، ولدت في عقد 1980.